# قهرمان ناخوانده
قهرمان ناخوانده (انگلیسی: Unsung Hero) یک فیلم درام و خانوادگی آمریکایی محصول سال ۲۰۲۴ به نویسندگی و کارگردانی ریچارد رمزی و جوئل اسمالبون است.

## داستان
این فیلم براساس داستانی واقعی روایت شده و در مورد مردی به نام دیوید است که در سال ۱۹۹۱ میلادی به همراه همسرش هلن و فرزندانشان، استرالیا را ترک می‌کنند تا زندگی خود را در آمریکا از نو بسازند. در این میان دیوید و هلن به استعداد موسیقی فرزندانشان پی‌برده و…

## انتشار
این فیلم در ۲۶ آوریل ۲۰۲۴ در ایالات متحده اکران شد.

## گیشه
این فیلم در ایالات متحده و کانادا، ۲۱٫۱ میلیون دلار در باکس آفیس در مقابل بودجه تولید ۶ میلیون دلاری فروخت.

## بازخوردها
- در وب‌سایت جمع‌آوری نقد راتن تومیتوز، دارای ۶۱ درصد تائیدیه و بر اساس رای ۳۳ نقد منتقد با میانگین امتیاز ۶٫۱ از ۱۰ مثبت است.
- در متاکریتیک که از میانگین وزنی استفاده می‌کند، بر اساس رای ۵ منتقد، امتیاز ۴۶ از ۱۰۰ را به فیلم اختصاص داده است که نشان دهنده نقدهای «مختلط یا متوسط» است.
- تماشاگران شرکت‌کننده در نظرسنجی سینماسکور به فیلم نمره متوسط «A+» را در مقیاس A+ تا F دادند، در حالی که آن‌هایی که توسط پست‌ترک شرکت کردند ۹۶ درصد نمره کلی مثبت را به فیلم دادند و ۹۰ درصد گفتند که قطعاً دیدن این فیلم را به دیگران توصیه می‌کنند.[۶]